# Велика награда Монака 1994.
Велика награда Монака 1994. године је била трка у светском шампионату Формуле 1 1994. године која се одржала на аутомобилској стази у Монте Карло, 15. маја 1994. године.
Победник је био Михаел Шумахер, другопласирани Мартин Брандл, док је трку као трећепласирани завршио Герхард Бергер.